# Томас Ериксон
Томас Ленарт Йоаким Ериксон (на шведски: Thomas Lennart Joakim Eriksson) е шведски писател на трилъри и крими, както и на произведения за личностно развитие.

## Биография
Томас Ериксон е роден през 1965 г. Прави своя дебют през 2011 г. с криминалния си роман Bländverk. Историята се разказва за поведенчески учен, който разчита хората благодарение на специалните си способности. Година по-късно излиза втората част от поредицата – романът Illdåd.
През 2014 г. се появява книгата „Заобиколени от идиоти“, която става бестселър в Швеция за 2017 г. От нея са продадени над 1,5 милиона копия и е преведена на над 40 езика.
След огромния успех Ериксон пише и други произведения на подобна тематика. Все пак не липсват и критики – едни твърдят, че писателят не е достатъчно компетентен, тъй като няма официално психологическо образование, и се основава на псевдонаучни принципи, докато други смятат книгата за изключително полезна и развлекателна.

## Произведения

### Поредица за Алекс Кинг
- Bländverk (2011)
- Illdåd (2012)
- Vanmakt (2013)
- Vedergällning (2014)

### Поредица „Заобиколени от...“
- Omgiven av idioter: hur man förstår dem som inte går att förstå (2014)
- Omgiven av psykopater: så undviker du att bli utnyttjad av andra (2017)
- Omgiven av dåliga chefer: varför bra ledarskap är så sällsynt (2018)
- Omgiven av latmaskar (2018)

### Поредица за Рита Бенсон
- Av jord är du kommen (в съавторство с Кристина Ериксон, 2015)
- Dödgrävarens dotter (в съавторство с Кристина Ериксон, 2017)